# Dixon (Kentucky)
Pour les articles homonymes, voir Dixon.
Dixon est une ville américaine située dans le comté de Webster, dans l'État du Kentucky. Lors du recensement de 2010, sa population s’élevait à 632 habitants.

## Source
- (en) Cet article est partiellement ou en totalité issu de l’article de Wikipédia en anglais intitulé « Dixon, Kentucky » (voir la liste des auteurs).